# 3.er Batallón de Defensa Antitanque
El 3.er Batallón de Defensa Antitanque (3. Panzer-Abwehr-Abteilung) fue un Batallón de defensa antitanque del Ejército alemán (Heer) durante la Segunda Guerra Mundial.

## Historia
Formado el 1 de octubre de 1934 bajo el nombre clave Kraftf-Abt., y renombrado el 15 de abril de 1935 en Döberitz. El Batallón estuvo en Fráncfort del Óder subordinado a la 3.ª División de Infantería. Durante la movilización, se le asigna la 5.ª Compañía/48.ª Compañía de Ametralladoras Ligeras Antiaéreas y 4 unidades más. El 1 de abril de 1940 es renombrado 3.er Batallón Antitanque.